# 列王的纷争
《烽火危城》（英語：A Clash of Kings）是美國作家喬治·R·R·馬丁所著的《冰與火之歌》中第二部書。本書於1998出版，分成上下兩冊套書。
小說被HBO改編成電視劇《權力的遊戲》第二季。